# Tiertränkebrunnen

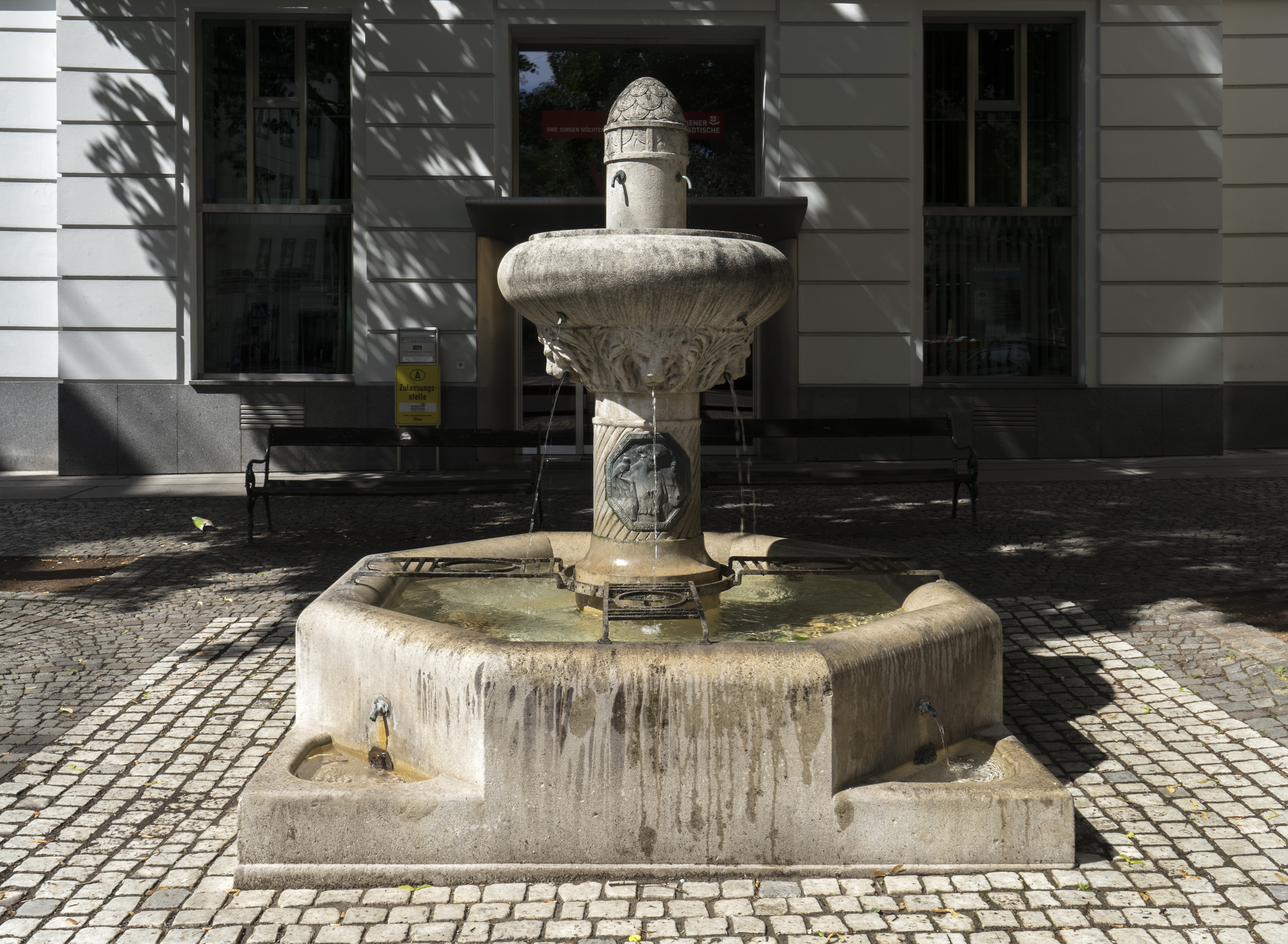
Tiertränkebrunnen in Mariahilf

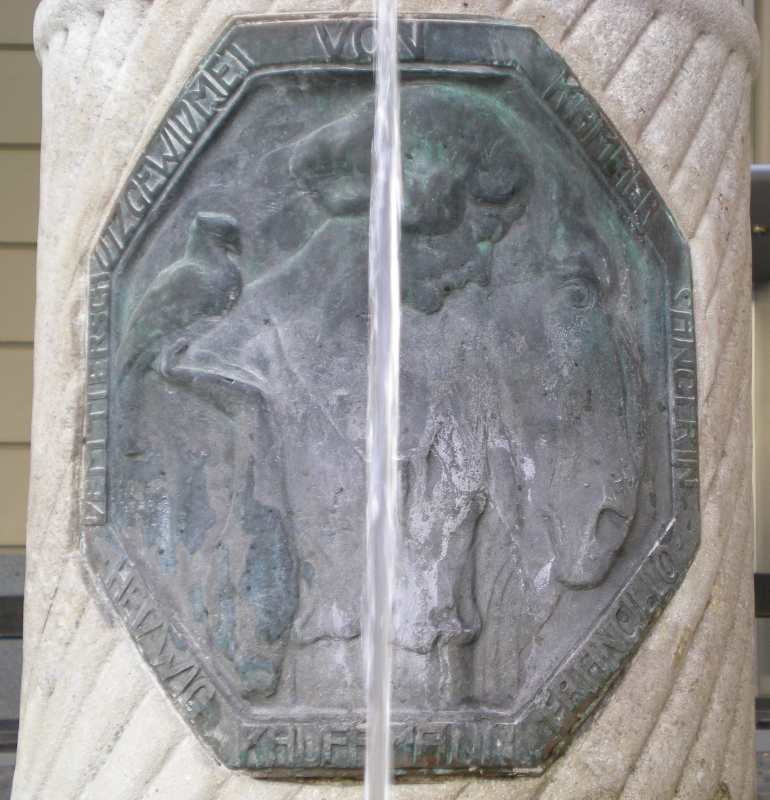
„Dem Tierschutz gewidmet von Kammersängerin Hedwig Kauffmann-Francillo“

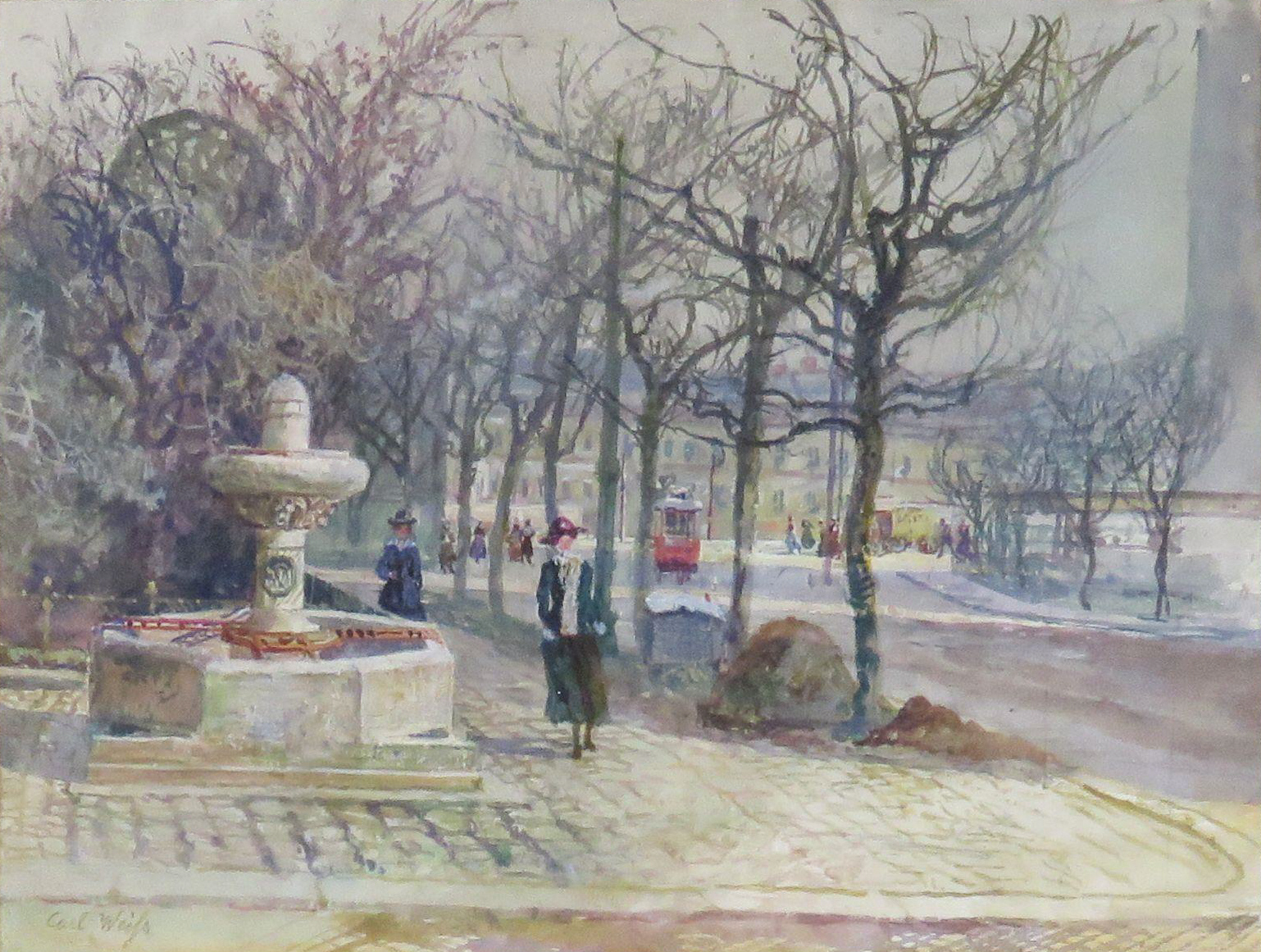
Tiertränkebrunnen am ursprünglichen Standort hinter dem Secessionsgebäude

Der Tiertränkebrunnen ist ein denkmalgeschützter (Listeneintrag)  Brunnen am Johanna-Dohnal-Platz an der Gumpendorfer Straße nahe der Rahlstiege mit dem Gänsemädchenbrunnen im 6. Wiener Gemeindebezirk Mariahilf.
Der von Adolf Stöckl gemeinsam mit dem Bildhauer Josef Thorak geschaffene Tiertränkebrunnen wurde von der Opernsängerin Hedwig Francillo-Kauffmann gemeinsam mit anderen Tierfreunden gestiftet und am 22. Juli 1916 enthüllt. Er zeigt die Sängerin an einen Pferdekopf gelehnt. Der ursprüngliche Aufstellungsort befand sich bei der Wiener Secession. 1968 wurde er an seinen gegenwärtigen Standort auf dem sogenannten Papiermacherplatzl übersiedelt.